# 安国寺恵瓊
安国寺 恵瓊（あんこくじ えけい）は、戦国時代から安土桃山時代にかけての臨済宗の僧で、武将および外交僧。道号（字）は瑶甫、法諱（諱）は恵瓊、号は一任斎または正慶。一般に広く知られる安国寺恵瓊の名は、住持した寺の名に由来する別名であり、禅僧としての名乗りは瑶甫 恵瓊（ようほ えけい）という。
毛利氏に仕える外交僧として豊臣（羽柴）秀吉との交渉窓口となり、豊臣政権においては秀吉からも知行を貰って大名に取り立てられたとするのが通説だが、異説もある（後述）。

## 生涯
出自が安芸武田氏の一族であることは確定しているが、生年ならびに父親には諸説があり、前者は天文6年(1537年）とも天文8年(1539年）ともいわれる。また後者については武田信重（光広）を父とする説と、信重の父である伴繁清を父とする説とが存在する。

### 東福寺時代
天文10年（1541年）、毛利元就の攻撃で安芸武田氏が滅亡すると、家臣に連れられて脱出し、安芸の安国寺（不動院）に入って出家した。その後、京都の東福寺に入り、竺雲恵心の弟子となる。恵心は毛利隆元と親交があったため、これがきっかけとなり毛利氏と関係を持つこととなった。僧としては天正2年（1574年）に安芸安国寺の住持となり、後に東福寺、南禅寺の住持にもなり、中央禅林最高の位にもついた。慶長4年（1599年）には建仁寺の再興にも尽力している。このほか方丈寺、霊仙寺といった寺院を再興し、大内義隆が建立した凌雲寺仏殿を安国寺に移築するなどした。

### 毛利家臣時代
一方、毛利氏が恵心に帰依していた関係から、早くに毛利家に仕える外交僧となる。大友宗麟との多伏口の合戦において博多の町衆に堀70日分の工事を命じるなどの活動が散見される。永禄11年（1568年）の大友家との合戦では恵瓊も従軍し、諸豪族を毛利側の味方とするために渉外を行い貢献した。
元亀2年（1571年）6月には毛利元就の書状を携えて上京し、室町幕府将軍・足利義昭に対して大友家・浦上家・三好家との和議の斡旋を依頼したが、義昭が三好との調停に難色を示し不調に終わった。しかし、翌元亀3年（1572年）には三好を除いた大友・浦上との講和については義昭が了承し、再度上京して10月には大友・浦上両家との和議の斡旋に成功した（『萩藩閥閲録』）。
天正元年（1573年）、織田信長によって京都を追放された義昭はいったん枇杷庄（現京都府城陽市）に退いたが、本願寺顕如らの仲介もあり、三好義継の拠る若江城へ移り、11月5日には和泉国の堺に移った。堺に移ると信長の元から羽柴秀吉と朝山日乗が使者として訪れ、義昭の帰京を要請した。この会談には毛利氏使者として恵瓊も参加した。しかし、義昭が信長からの人質提出を求めるなどしたため交渉は決裂、このとき、恵瓊は義昭が西国に来ないよう要望している。
天正4年（1576年）に足利義昭が備後国鞆に移ってきたあとも、宇喜多直家と断交し織田信長と結ぶべきと主張していたが受け入れられなかった（『巻子本厳島文書』）。
天正10年（1582年）、毛利氏が羽柴秀吉と備中高松城で対陣していた（備中高松城の戦い）最中に本能寺の変が起き、織田信長が横死した。このとき秀吉はその事実を隠して、毛利氏に割譲を要求していた備中・備後・美作・伯耆・出雲を、高松城主・清水宗治の切腹を条件に備中・美作・伯耆とする和睦案を提示し、恵瓊はその和睦を取りまとめた。また、変報が伝わった後、同年7月に講和交渉が再開した際には和睦が成らず毛利家が滅ぼされた時には小早川秀包・吉川広家を秀吉の家臣に取り立ててほしいとも願い出ている。結局、両名を人質として出すことと引き換えに、毛利氏の領国は認められた。恵瓊は秀吉がこれから躍進することを予測して進んで和睦を取りまとめたとされ、彼の信任を得た。
天正11年（1583年）8月22日、毛利輝元の家臣に送った手紙で老母の罹病を理由に恵瓊が境目についての会合に不参加を表明している。公務を投げ出しても母を看取り、その危機を救うのが一般的な当代の母子の実像であった。

### 秀吉近臣時代
天正13年（1585年）1月、毛利氏が秀吉に正式に臣従する際の交渉を務めて、秀吉から賞賛された。このころすでに秀吉側近となっていた恵瓊は四国征伐後、伊予国和気郡に2万3,000石を与えられた。また、恵瓊は秀吉の側近も兼ねることとなり、同年12月7日には九州征伐に先立ち黒田孝高・宮木宗賦とともに大友氏・毛利氏の和睦締結、九州諸将への指示伝達のため九州に派遣されるなどしたほか、秀吉の命令で行なわれた検地、厳島神社の千畳閣など作事の奉行を務めている。
天正14年（1586年）の秀吉の九州征伐後は6万石に加増され、僧でありながら豊臣大名という異例の位置付となった。
武将としても小田原征伐に兵を率いて参陣し、天正18年（1590年）3月には脇坂安治、長宗我部元親と共に清水康英が守る下田城を攻め、1ヶ月の籠城戦の後これを陥落させている。このとき内陸の横川に対して制札を出し、水軍将兵の同地での乱暴狼藉を禁じている。恵瓊本人の禄ではないが、安国寺にも天正19年（1591年）1万1,000石の寺領が与えられた。

### 肥後国人一揆
肥後国人一揆が起こった際には芸州衆からなる第二陣の将として・粟屋・古志・伊勢・小田・日野ら毛利家臣の兵を率いて小早川秀包・立花宗茂・鍋島直茂・筑紫広門らの第一陣に続いた。第一陣諸将と共に辺春親行、和仁親実の籠る田中城を攻めた際には辺春氏を内応させて落城に導いたほか、参謀・謀将として活躍した（「肥後古城物語」ほか）。一揆の盟主・隈部親永を降伏させ、天草五人衆のひとり志岐麟泉の人質を受け取るなど有力国人たちを調略。 大田黒城の大津山家稜を講和と偽り誘い出し、吉地浄満院での宴の最中に佐々成政の家臣に家稜を刺殺させ大津山氏を滅ぼし、降伏した内空閑鎮房を柳川城での桃の節句の宴に呼び寄せて謀殺した。近隣諸氏に牧野城に拠った内空閑鎮照を討伐させた。戦後は佐々成政、和仁親実らの助命を嘆願するが、果たせなかった。

### 文禄・慶長の役
朝鮮出兵においては小早川隆景率いる六番隊として渡海し、全羅道の攻略を担当。占領地の支配も行った。この間、「夏に酒を冷やす蔵まである」と朝鮮の兵糧の豊かさに驚嘆する文書を送ったり、現地の子供を集めいろはを教え、髪型を日本風に変えさせ召し使うなどの活動が散見する。戦闘にも参加しており、忠清道で決起した趙憲・霊圭らの私軍を立花宗茂とともに錦山に撃破し、両名を討ち取っている。

### 関ヶ原
| 南宮山麓にある安国寺恵瓊陣跡（岐阜県不破郡垂井町） |  | 京都市東山区の建仁寺境内の安国寺恵瓊の首塚 |
| 南宮山麓にある安国寺恵瓊陣跡（岐阜県不破郡垂井町） |  | 京都市東山区の建仁寺境内の安国寺恵瓊の首塚 |

恵瓊は毛利一族の中では親秀吉派の中心であった小早川隆景に近く、文禄年間に秀吉が病臥した際にはその回復を小早川家重臣・山田某に伝え、同じ書状で隆景の隠居に関しても連絡するなど秀吉と隆景との間を連絡する活動を行っており、隆景が死去すると毛利が軽視されかねないと将来を危ぶんだ。
恵瓊の危惧は的中し、自身も小早川氏と並ぶ毛利氏の支柱であった吉川広家と対立した。慶長5年（1600年）の関ヶ原の戦いでは懇意であった石田三成と通じて西軍に与し、毛利一族の当主・毛利輝元を西軍の総大将として担ぎ出すことに成功した。
9月15日の関ヶ原における合戦では、毛利秀元・吉川広家とともに徳川家康軍の後方に騎馬700、足軽3,000という部隊で陣取った（『古今武家盛衰記』）。馬印は天蓋、旗は白地に一文字を使用した。が、前に布陣する広家が家康に密かに通じて毛利軍の参戦を阻んだため、家臣・椎野道季を派遣して問い質すも広家に言い抜けられ、結局戦闘に参加することなく、西軍は敗北した。
敗北後、恵瓊は一旦毛利本家の陣に赴き、吉川広家に諭され逃亡し鞍馬寺、下間頼廉の婿である端坊明勝が住持である本願寺と匿われ京都の六条辺に潜んでいたが、奥平信昌隊の鳥居信商（長篠城攻防戦で使者として高名の鳥居強右衛門の子）に捕縛され、大津にいた家康の陣所に送られた。
10月1日、西軍首脳の1人として、六条河原にて斬首され、石田三成・小西行長と共に梟首に処せられた。享年62または64。
墓所は建仁寺本坊内の庭に首塚があり、広島の不動院にも墓がある。同じく広島の国泰寺には遺髪塚がある。

## 安国寺恵瓊は大名になったのか?
安国寺恵瓊については2つの像が語られている。1つは毛利氏に外交僧として仕え、その権力中枢の一員となっていたとする見方である。もう1つは豊臣秀吉から知行を与えられ、豊臣政権において6万石（異説あり）の大名になったとする説である。
恵瓊を大名とする見方は、『廃絶録』に恵瓊に関する記述が存在し、明治以降の歴史学でも当然のように恵瓊は大名としてみなされてきた。その一方で、1970年代から進んだ織豊期の毛利氏の権力構造の研究の中で恵瓊は天正13年（1585年）以後も穂井田元清・福原広俊ら他の毛利氏年寄（重臣）とともに毛利氏発給の文書に署名している事実が指摘されてはいたが、この2つの恵瓊像の食い違いについては関心が払われていなかった。
これに関して、津野倫明は恵瓊が大名に取り立てられたとする従来の考えに疑問を呈した。まず、『陰徳記』に記された四国国分寺に与えられたとされる伊予国2万3千石や『廃絶録』に記された6万石は裏付けとなる史料が存在しないこと、実在する「天正一九年三月一三日付安国寺宛秀吉朱印目録知行」の宛先も「安国寺」宛となっており、恵瓊本人の所領（大名領）か、寺院としての安国寺の所領（寺院領）か不明であることから恵瓊を大名とみなす証拠にはならないとした。更に文禄の役において恵瓊が朝鮮に渡った事実を確認できるにもかかわらず、同役の陣立書には恵瓊の名前が見られないことなどを挙げて恵瓊が大名であることを否定し、反対に恵瓊が他の重臣とともに発給に関わった毛利氏家中の文書が文禄年間にも存在すること、恵瓊自身が秀吉に雇われた関係であると述べた書状が存在することから、恵瓊は秀吉との間には一種の雇用関係が存在したが、その身分は毛利輝元と主従関係を結んだ毛利氏家臣（年寄）であり、時代が下るにつれて毛利家中における彼の立場が強化されていったとした。
この津野説に対して、藤田達生は毛利家中には小早川隆景の事例があり、恵瓊も同様の事例であるとして恵瓊大名説を妥当とする立場からの批判を行ったが、これに対して津野は文禄の役の陣立書に小早川の名前はあるが恵瓊の名前は無く同列には扱えないとした上で、更に『義演准后日記』慶長5年8月5日条に「毛利内安国寺、尾州出陣千人斗云々、当郷罷通了」とあり、義演が恵瓊を独立した大名とみなしていなかったこと、関ヶ原の戦いにおいて恵瓊の兵力とされる兵が実際には毛利軍の兵力であったとする反論を行っている。

## 人物
- 天正元年（1573年）12月12日付児玉三右衛門・山県越前守[13]・井上春忠宛書状で、「信長之代、五年、三年は持たるべく候。明年辺は公家などに成さるべく候かと見及び申候。左候て後、高ころびに、あおのけに転ばれ候ずると見え申候。藤吉郎さりとてはの者にて候」と書いており、織田信長の転落と、その家臣の羽柴秀吉の躍進を予想し、結果的にそれが的中したことで恵瓊の慧眼を示す逸話としてよく引き合いに出される[14]。これより派生して、『太閤記』における恵瓊は、無名時代の秀吉に「貴方には将来天下を取る相がある」と予言し、後年予言通りに天下人となった秀吉から領地を与えられる役どころとなっている。
- 長宗我部氏の外交僧でもある非有と共に、一対坊主と称された。津野倫明は、毛利氏における恵瓊の政治的立場を長宗我部氏における非有や徳川氏における崇伝と近いものと捉えている[10]。
- 徳川家康の侍医であった板坂卜斎の記する逸話であるが、関ヶ原の合戦に敗れた後、東軍の追及の厳しさに逃亡を断念した侍臣・平井藤九郎と長坂長七郎の両名が、捕縛の辱めを受けるよりは自身の手に係り果てることを恵瓊に進言し、首を切ろうとした。だが、恵瓊は首を縮めて逃げ回ったため、刀は乗り物の屋根に当たり、恵瓊の右の頬先を少し傷つけただけであった（『慶長年中ト斎記』寛政年間成立）。

## 家臣
- 襟懸福寿
- 植木五郎兵衛尉
- 北村五郎左衛門
- 竹井惣兵衛
- 長坂長七郎
- 平井藤九郎
- 平川新蔵

## 登場する作品
テレビドラマ
- 戦国太平記 真田幸村（1966年、TBS、演：芥川比呂志）
- 黄金の日日 （1978年、NHK大河ドラマ、演：神山繁）
- おんな太閤記（1981年、NHK大河ドラマ、演：内田稔）
- 関ヶ原 （1981年、TBS創立30周年記念ドラマ、演：神山繁)
- 秀吉 （1996年、NHK大河ドラマ、演：中条きよし）
- 葵 徳川三代 （2000年、NHK大河ドラマ、演：財津一郎）
- 軍師官兵衛（2014年、NHK大河ドラマ、演：山路和弘）

映画
- 関ヶ原（2017年、東宝、演：春海四方）
- 首（2023年、東宝・KADOKAWA、演：六平直政）

小説
- 松本清張「背伸び」（『夜の足音 : 短篇時代小説選』収録、角川文庫、2009年　ISBN9784041227657）
- 木下昌輝「怪僧恵瓊」（『決戦！関ヶ原』収録、講談社文庫、2017年）※2014年発行の単行本には未収録